# Fotorrespiración

Fotorrespiración

La fotorrespiración (también conocida como metabolismo C2) es la ruta metabólica de las plantas encargada del procesamiento del 2-fosfoglicolato hasta 3-fosfoglicerato, con una recuperación de carbono de hasta 75%; este proceso ocurre en el mesófilo de la hoja, en presencia de luz, y en donde la concentración de O2 es alta. Se realiza en plantas C3 principalmente, y C4 en menor medida, y necesita de la maquinaria enzimática de 3 orgánulos: el cloroplasto, el peroxisoma y la mitocondria, además del citosol.

## Antecedentes
En 1920, el premio Nobel de Fisiología, Otto Warburg descubrió que el O2 inhibía la fotosíntesis de las plantas; por los años subsecuentes, se le conoció a ese fenómeno como el efecto Warburg. Durante los años 50, con la aplicación de los analizadores infrarrojos de gas a estudios de intercambio de gases en plantas se descubrió formalmente la fotorrespiración. El fenómeno se describió como la liberación de CO2 dependiente de luz, experimentos de pulso y caza mostraron que una planta C3 puede fotorrespirar cerca del 25 % del carbono fijado por fotosíntesis. A mediados de los 60, se estableció una relación entre la fotorrespiración y el metabolismo del glicolato; se sugirió una ruta de oxidación del carbono fotosintético de la que carbono era liberado en forma de CO2 a partir del procesamiento del glicolato. A finales de los 60, Bill Ogren, consternado por el “efecto Warburg”, probó que existe competencia entre el O2 y el CO2 en la fotosíntesis, concluyendo que ambas moléculas compiten por la enzima encargada de fijar el CO2 en las plantas, la llamada en esos momentos ribulosa-1,5-bisfosfato carboxilasa. Con ayuda de su estudiante, George Bowes, comprobaron, en 1971, que la enzima tiene actividad de oxigenasa, la enzima pasó a denominarse con su nombre actual, ribulosa-1,5-bisfosfato carboxilasa oxigenasa, más conocida como RuBisCO. Uno de los productos de la actividad de oxigenasa es el 2-fosfoglicolato, lo que complementaba la observación anterior de la vía del glicolato. Sin embargo, la teoría de la fotorrespiración fue debatida por más de una década hasta que fue finalmente aceptada
El 2-fosfoglicolato, uno de los productos de la actividad de oxigenasa de RuBisCO, se ha descrito como un potente inhibidor de la triosa fosfato isomerasa, enzima muy importante en la generación de carbohidratos en el ciclo de Calvin. Debido a que la naturaleza dual de la RuBisCO es constitutiva de todas las plantas, se puede inferir que todas las plantas presentan potencialmente el mecanismo de la fotorrespiración para eliminar el 2-fosfoglicolato, independientemente de su tipo de metabolismo (C3, C4 o CAM), aunque su utilización depende de cuánto oxígeno esté ingresando a las células.

## Descripción de la ruta
En el estroma del cloroplasto, la RuBisCO cataliza a la ribulosa-1,5-bisfosfato con oxígeno y da como resultado una molécula de 2-fosfoglicolato, que se desfosforila por la 2-fosfoglicolato fosfatasa a glicolato, liberándose un fosfato inorgánico. El glicolato se transporta hacia el peroxisoma.
En el peroxisoma, la glicolato oxidasa cataliza la oxidación del glicolato hacia glioxilato y H2O2,  ese último se procesa por las catalasas del peroxisoma hacia agua y O2. Posteriormente, el glioxilato puede convertirse en glicina por la transaminación con glutamato por la glutamato-glioxilato aminotransferasa, dando origen a un alfa-cetoglutarato (que se retomará más adelante); o por transaminación con serina, mediada  por la serina-glioxilato aminotransferasa, que origina también hidroxipiruvato (reacción importante en un paso posterior). La glicina se transporta hacia la mitocondria.
En la mitocondria ocurre una reacción compuesta. Para que ocurra, se requiere que dos glicinas lleguen a la mitocondria; es decir, que se repitan otra vez los pasos anteriores. Una de las glicinas se descarboxila por el complejo glicina descarboxilasa, generando la liberación de CO2, NH4+ (ion amonio), NADH+H+ y 5,10-metilen-tetrahidrofolato. La serina hidroximetiltransferasa utiliza este último para sintetizar serina, a partir de la unión de un carbono a glicina restante. El ion amonio puede transportarse hacia cloroplasto, donde sirve para reconstituir el glutamato anteriormente, mediante la acción de la glutamina sintetasa y la glutamina-glutarato aminotransferasa.  Esta última reacción es la que le otorga una mala reputación a la fotorrespiración, ya que aquí hay una pérdida del 25 % de carbono en forma de CO2, lo cual no resulta beneficioso para la planta. La serina viaja hacia el peroxisoma.
En el peroxisoma, la serina, como se mencionó anteriormente, se utiliza para transaminar el glioxilato y se transforma en hidroxipiruvato. Si el peroxisoma cuenta con las enzimas para generar NADH+H+, la hidroxipiruvato reductasa lo convierte en glicerato. En caso contrario, el hidroxipiruvato puede salir a citosol y pasar por la misma reacción con la enzima homóloga de citoplasma. Finalmente, el glicerato viaja hacia el cloroplasto.
De vuelta al estroma del cloroplasto, el glicerato, con la transferencia de un grupo fosfato de ATP, por la glicerato cinasa, se vuelve 3-fosfoglicerato, molécula que puede ingresar al ciclo de Calvin.